# イヌドクサ
イヌドクサ Equisetum ramosissimum Defs. subsp. ramosissimum はトクサ科のシダ植物の1つ。トクサによく似ているが、普通は一回り細く、また直立する茎に少数の側枝を生じる点で区別される。英名は common horsetail である。

## 特徴
常緑性の草本。地下茎は長く横に這い、地表に茎を出す。地上に出る茎にはスギナのような二形は無く、全ての茎が同じような形をしている。この茎は分枝無く直立するが、長くなると倒れ伏すこともあり、また基部、あるいは中程から不規則に数本の側枝を出す。茎の高さは50〜112cm（最大幅では45〜204cm）、径は2.3〜3.3cm(2.2〜4.8cm)で、1つの節の長さは1.3〜1.4cm(1.0〜4.1cm)ほど。茎は淡緑色でその質は硬い草質で、断面は直径の1/2ほどの径の中空となっており、茎の表面には縦向きに多数の稜と溝があり、稜の上には突起が多い。節にある葉鞘は0.9〜1.2cm(0.7〜1.7cm)で、その先端は13〜15個(10〜18個)の歯片に分かれている。この歯片は狭披針形をしており、基部が緑色で先端側は褐色に染まり、宿在性である。茎の先端にはツクシのような胞子嚢穂をつける。この胞子嚢穂の大きさは長さが01.1〜1.5cm(0.8〜1.9cm)、幅が0.4〜0.6cm(0.3〜0.9cm)である。胞子嚢穂の色は黄色で、形は長楕円形である。基部の柄は不明瞭となっている。
和名はトクサに似ているが真物では無い、との意味である。別名にカワラドクサがある。

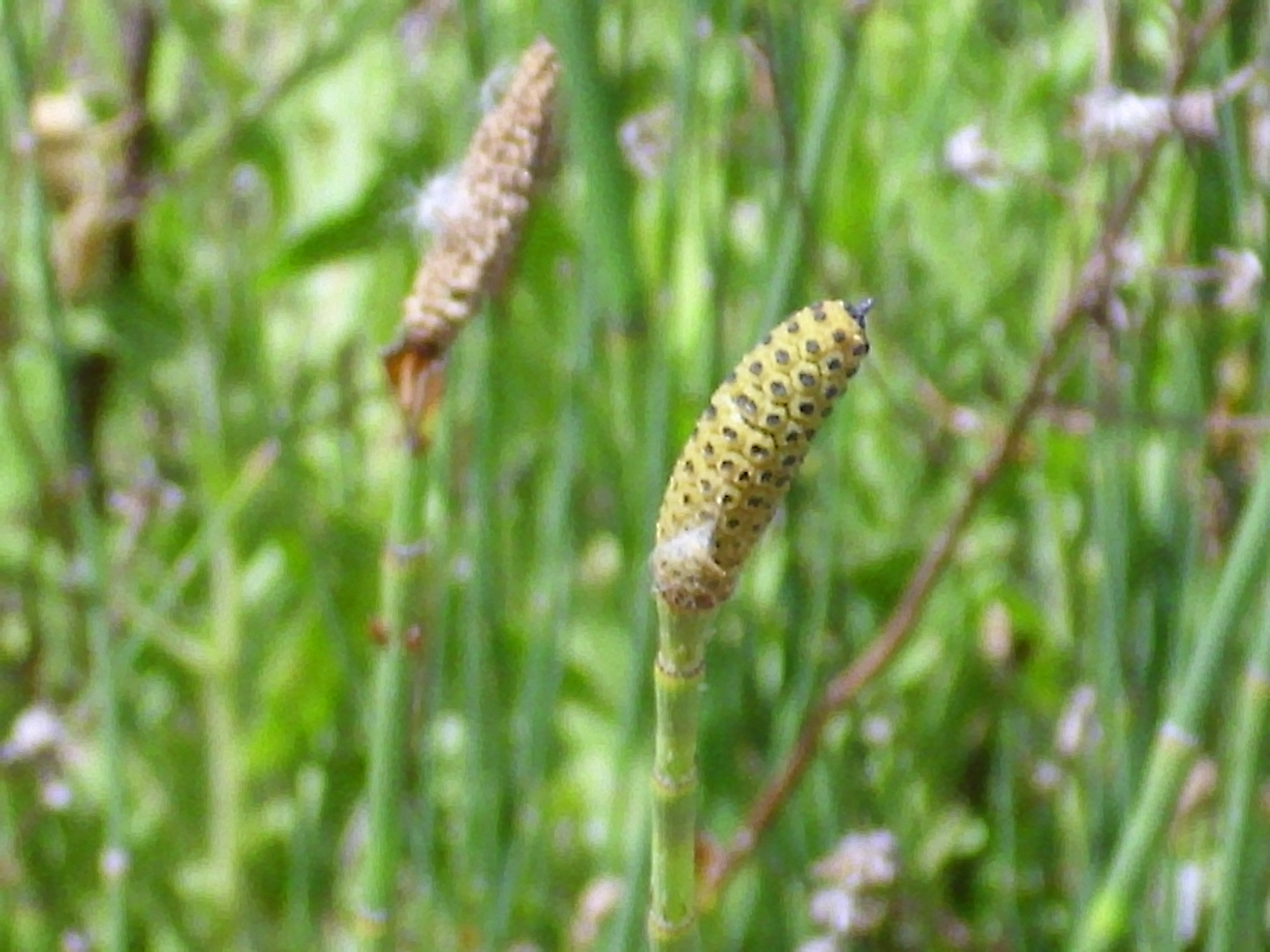
胞子嚢穂
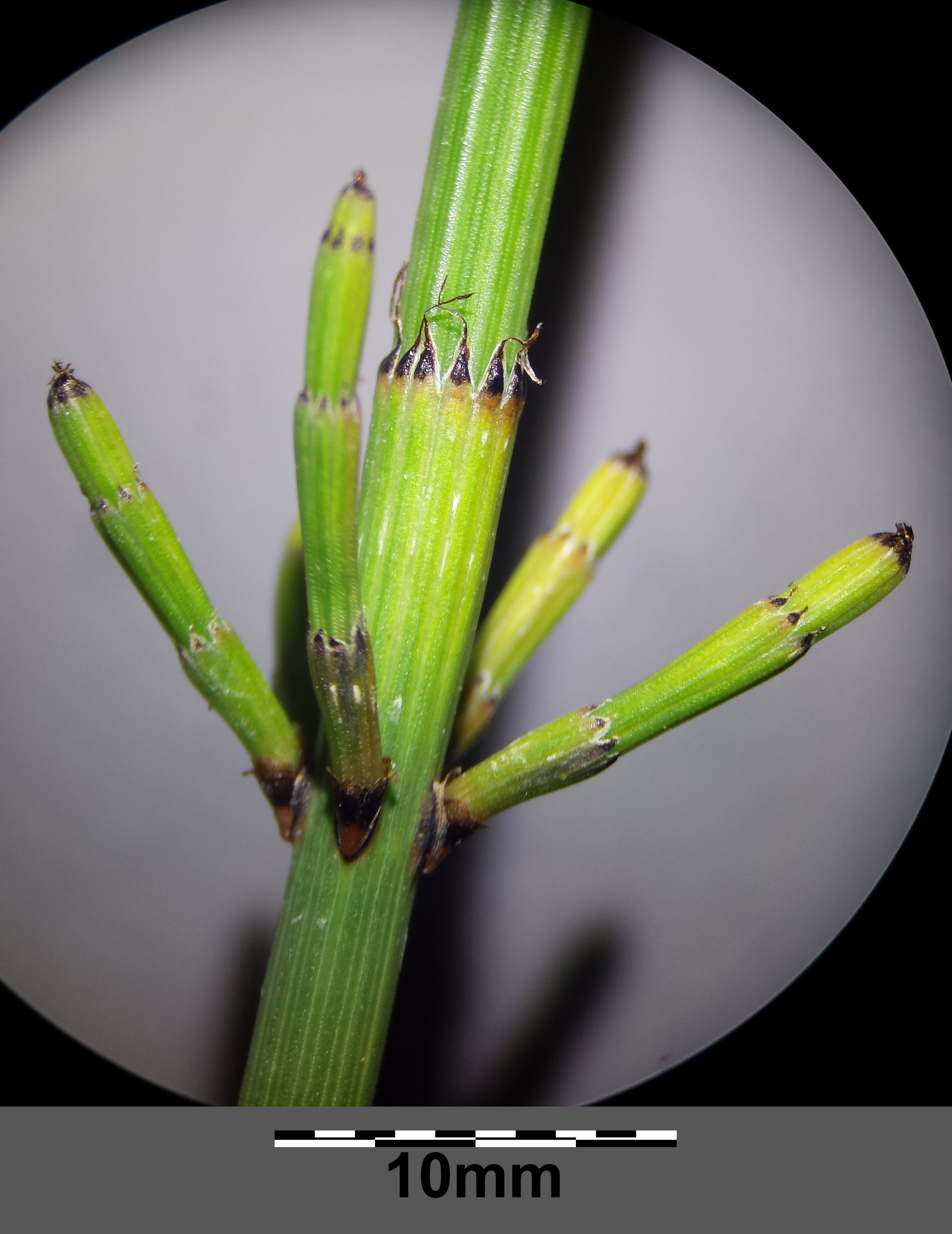
茎の節と輪生する側枝
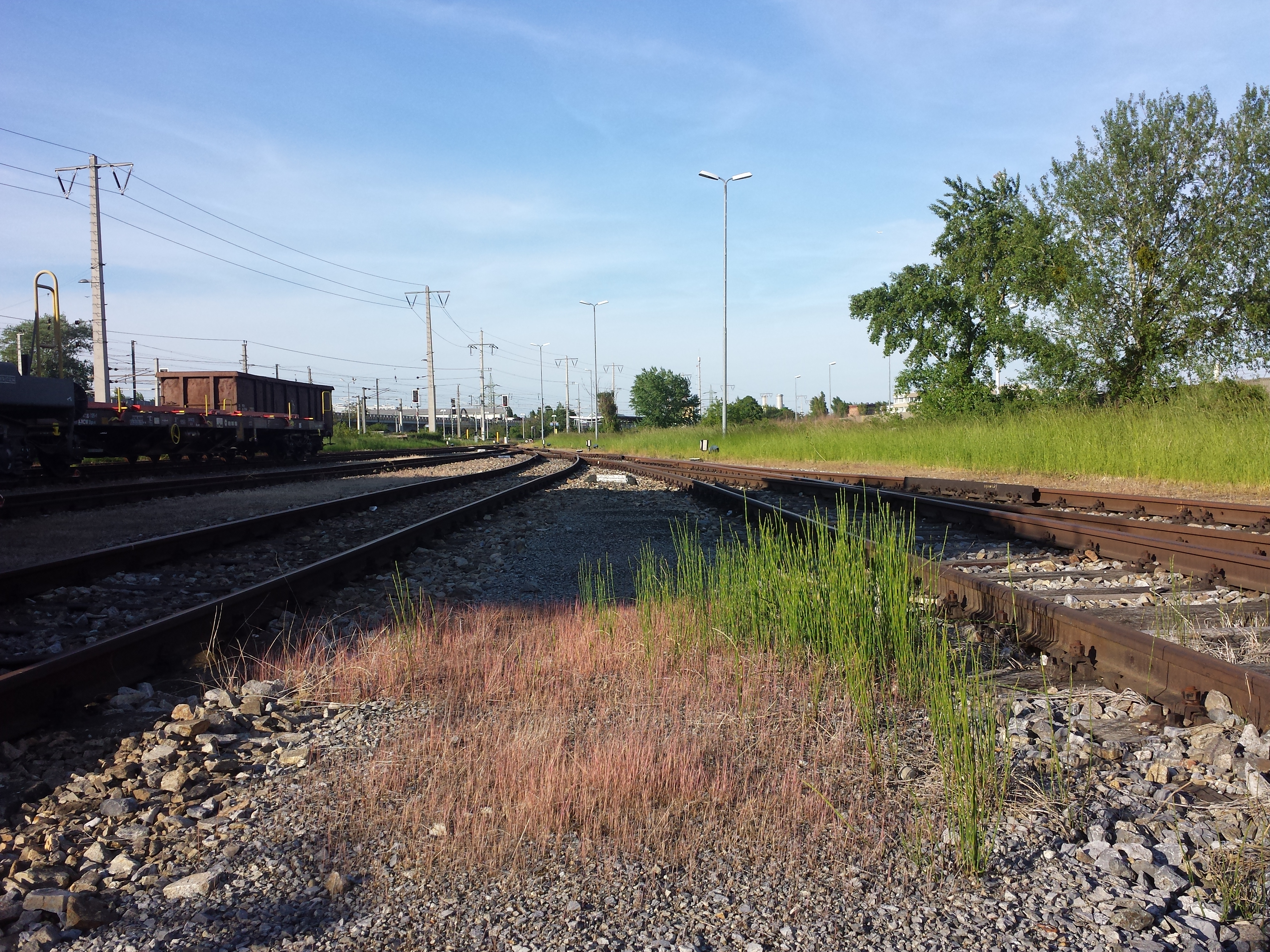
線路脇に生えている様子

## 分布と生育環境
日本では本州（青森県太平洋側以南）、四国、九州および沖縄島以北の琉球列島に分布し、また国外ではロシア、朝鮮、中国、モンゴル、南アジア、ヨーロッパ，アフリカに知られる。タイプ産地はチュニジアである。トクサよりはかなり分布域が南寄りとなっている。
山麓域から山地にかけて、林縁や路傍などに生育する。また河原の砂礫地や海辺の砂地などにも出現する。湿った場所を好むトクサより多分に乾燥した環境に出現する。

## 分類など
トクサ属は世界に約20種あり、日本には9種ほどが知られる。そのうちで本種は常緑性で茎の気孔が表面より凹んで着くことを特徴とするトクサ亜属 subgen. Hippochaete に含められる。日本で本種に最も近いとされるのはトクサ E. hyemale で、この種は本種より茎が太く、輪生状の側枝を滅多に出さない点で区別できる。またトクサでは節毎に着いている葉鞘が、少なくともその縁が褐色になるのに対して本種ではほぼ緑色であること、葉鞘の歯片が得さでは細長くて褐色になって脱落しやすいのに対して本種ではより短くてせいぜい先端が褐色になる程度であり、また脱落もしないことなどでも区別できる。この亜属には日本にはこの他にヒメドクサなどがあるが、それらは背丈がせいぜい20cm程の小型種である。
本種の別亜種としてタイワンイヌドクサ subsp. debile は熱帯アジアから太平洋域に分布するもので、葉鞘の歯片が黒褐色を帯びており、また脱落しやすく、それに巻き込まずに平面的である点などで本亜種と区別される。本亜種の変種としてはタカトクサ var. ripens があり、これは背丈が2mにも達するもので栃木県で発見されたものであるが、要検討とのことである。
この他にテドリトクサ E. ×moorei と呼ばれるものがヨーロッパやロシアで見つかっており、日本でも石川県の手取川で発見されているが、これはトクサとイヌドクサの交雑種では無いかと考えられている。

## 利害
本種の利用は日本ではほとんどない。トクサは園芸面での利用が多いが、本種がその方面で使われることはまずなく、盆栽や山野草としてはむしろヒメドクサなどが好まれる。
ただし国外では本種を薬用とすることが行われる例もあり、薬効成分が複数含まれることも知られており、その面の研究も行われている。